# Aksrapunsel
Aksrapunsel (Phyteuma spicatum), også skrevet Aks-Rapunsel, er en 25-70 cm høj urt, der i Danmark vokser i muldrige skove. Blomsterne er oftest hvide og sidder samlet i endestillede aks. Den bruges nu og da som stenbedsplante.

## Beskrivelse
Aksrapunsel er en flerårig urt med en opstigende vækst. Stænglerne er glatte og bærer spredte, ustilkede og smalt ægformede blade. Den grundstillede bladroset består af bredt ægformede, langstilkede blade. Alle blade er krusede med grovtakket rand. Oversiden er mørkegrøn, mens undersiden er lysere.
Blomstringen sker i juni-august, hvor man finder blomsterne samlet i endestillede aks. De enkelte blomster er lysegrønne til gulligthvide (af og til: mørkeblå) med sammenvoksede, smalle kronblade, sådan at akset får et trævlet udseende. Frøene modner godt og kan spire på egnede steder i Danmark.
Rodnettet er kraftigt og dybtgående.
Højde x bredde og årlig tilvækst: 0,50 x 0,25 m (50 x 5 cm/år).

## Hjemsted
Aksrapunsel findes i hele Vesteuropa fra Sydnorge til Spanien, hvor den overalt forekommer i løvskove og på overdrev, hvor bunden er fugtig og leret.
I Danmark er den temmelig sjælden. Den er kun kendt fra muldrige skove i Midt- og Østjylland, på Vestfyn i enkelte skove ved Odense.
I Steigerwald, der ligger i 330-360 m højde nær Bad Windsheim i det nordøstlige Bayern, vokser arten i højstaudesamfund under eg og avnbøg (Galio-Carpinetum) sammen med bl.a. firblad, fjerbregne, guldnælde, hasselurt, alm. mangeløv, miliegræs, vedbend, bakkestilkaks, blågrøn star, hvidplettet lungeurt, høsttidløs, knoldet brunrod, korbær, krybende læbeløs, lægegaltetand, nældeklokke, plettet arum, skovhullæbe, skovsnerre, skovstar, skovstilkaks, skovviol, skvalderkål, skyggestar, stor blåtop, stor fladstjerne og stor konval

## Galleri
- Vækstform
- Blade
- Blå blomster
- Biotop.

## Note
1. ↑  Michael Bushart: Potenzielle natürliche Vegetation, Transekt 74: Bad Windsheim Arkiveret 5. marts 2016 hos  Wayback Machine (tysk)-sproget oversigt over den ”potentielle, naturlige vegetation”, dvs. som den så ud før landbrugets indførelse